# Sammlung Liebermann

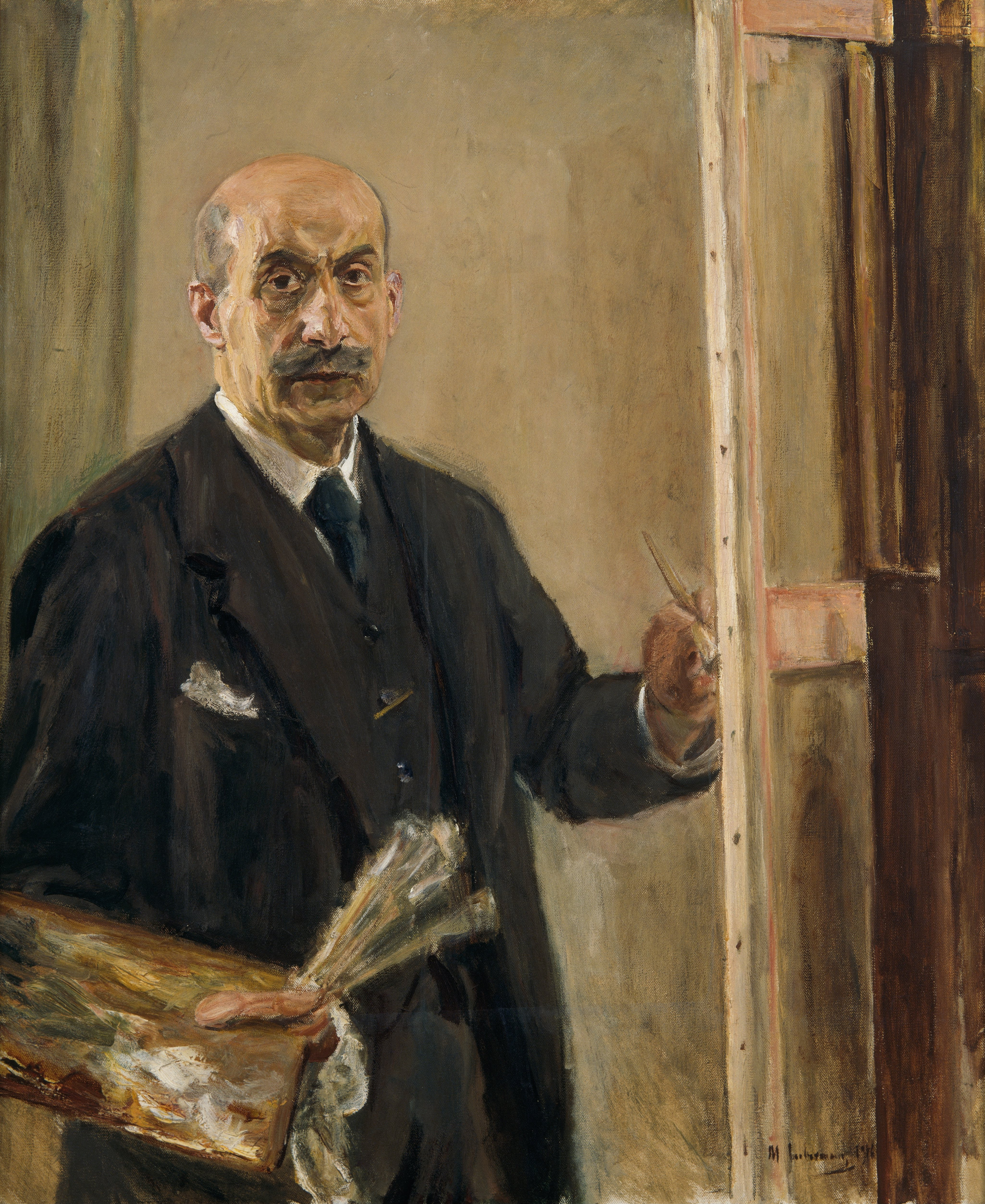
Max Liebermann, Selbstporträt, 1916, Kunsthalle Bremen

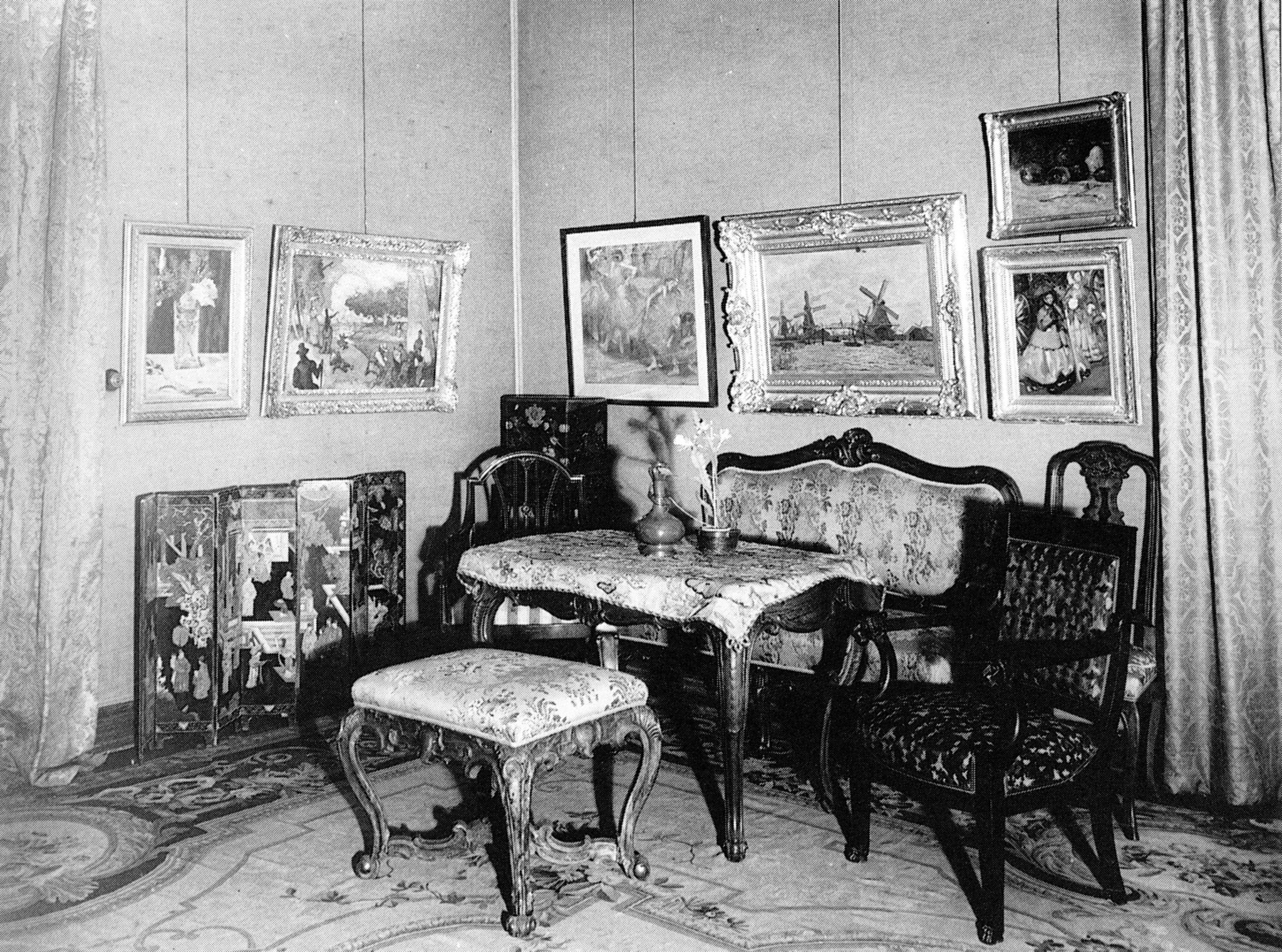
Musikzimmer im Palais Libermann mit Werken von Manet, Cézanne, Monet und Degas

Die Sammlung Liebermann war die private Kunstsammlung des deutschen Malers Max Liebermann. Dieser gehörte zu den bedeutendsten Berliner Kunstsammlern der Kaiserzeit und der Weimarer Republik. Er richtete sein Haus am Pariser Platz und seine Villa am Wannsee mit alten, meist französischen Möbeln und Gobelins ein und entsprach damit dem großbürgerlichen Zeitgeschmack von wohlhabenden Unternehmern und Bankiers. Mit seinem Vermögen (im Jahr 1913 betrug dieses 6,1 Millionen Mark bei Einnahmen von 400.000 Mark im gleichen Jahr) konnte er sich einen solchen Lebensstil leisten.
Im Gegensatz zu den meisten anderen Sammlern seiner Zeit favorisierte er die neue französische Malerei. Während seines Pariser Studienaufenthaltes in den 1870er-Jahren galt Liebermanns Interesse hierbei überwiegend den Künstlern der Schule von Barbizon. Die neue Malerei des Impressionismus ignorierte er zu diesem Zeitpunkt. Erst Anfang der 1880er-Jahre, als er gleichzeitig mit Édouard Manet im Pariser Salon ausstellte, bat Liebermann Manet, ihn kennenlernen zu dürfen. Ein Wunsch, den dieser – wie Jahre zuvor Millet – jedoch aus patriotischen Gründen ablehnte.
1882 brachten das Sammlerpaar Carl und Felicie Bernstein erstmals Werke der französischen Impressionisten nach Berlin. In ihrem Salon bewunderte Liebermann die Werke von Manet, Claude Monet und anderen. Durch Tausch gegen das Porträt Carl Bernsteins gelangte 1892 Manets Päonien als erstes Werk dieses Künstlers in die Sammlung Liebermann. Erst nach der Erbschaft des väterlichen Vermögens zwei Jahre später konnte Liebermann die inzwischen erheblich im Preis gestiegenen Werke französischer Realisten und Impressionisten in größerem Umfang erwerben. Allein von Manet erwarb er in den Folgejahren 16 Gemälde und ein Aquarell. Damit gehörte Liebermann zu den frühen Sammlern moderner französischer Kunst in Deutschland. Neben den Bildern Manets umfasste seine Sammlung noch 14 Bilder von Honoré Daumier, drei Gemälde von Claude Monet, mehrere Ölbilder und Pastelle von Edgar Degas sowie jeweils ein Gemälde von Paul Cézanne, Gustave Courbet, Charles-François Daubigny, Pierre-Auguste Renoir, Théodore Rousseau und Henri de Toulouse-Lautrec.
Neben den französischen Bildern sammelte Liebermann auch Gemälde von Adolph Menzel, Fritz von Uhde und Jozef Israëls sowie ostasiatische Kunst. Er hatte in seiner Zeit in Paris und Barbizon mit dem Sammeln japanischer Holzschnitte begonnen, als Asiatika in Mode waren, und konnte bis in die 1890er Jahre eine der größten Sammlungen in Berlin zusammentragen. Unter den japanischen Kunstwerken waren auch Arbeiten von Tani Bunchō, Toyokuni und Utamaro. Nach 1900 wandte sich Liebermann aber auch der chinesischen Kunst zu. Bis ins hohe Alter erwarb er asiatische Holzschnitte und gestaltete sein Haus mit ihnen, indem er sie neben impressionistischen Werken aufhängte.
In seiner Rolle als Sammler war Max Liebermann auch Mitglied im Kaiser Friedrich-Museums-Verein und in der Gesellschaft für Ostasiatische Kunst.

## Werke der Sammlung Liebermann (Auswahl)
| Bild | Titel                                     | Künstler                  | Entstanden | Größe, Material                                   | heutige Sammlung/Besitzer                            |
| ---- | ----------------------------------------- | ------------------------- | ---------- | ------------------------------------------------- | ---------------------------------------------------- |
|      | Wiese und Bauernhaus in Jas de Bouffan    | Paul Cézanne              | 1885/87    | 66 × 81,5 cm, Öl auf Leinwand                     | National Gallery of Canada in Ottawa                 |
|      | Kastanienbäume in Jas de Bouffan          | Paul Cézanne              | 1885–1887  | 73 × 92 cm, Öl auf Leinwand                       | Minneapolis Institute of Arts                        |
|      | Stillleben mit Äpfeln und Birnen          | Gustave Courbet           | 1871       | 31,5 × 36,2 cm, Öl auf Leinwand                   | Privatsammlung                                       |
|      | Der Maler vor der Staffelei               | Honoré Daumier            | 1865–1868  | 33 × 26 cm, Öl auf Holz                           | Phillips Collection in Washington, D.C.              |
|      | Tänzerinnenfries                          | Edgar Degas               | 1893–1898  | 70,5 × 201 cm, Öl auf Leinwand                    | Cleveland Museum of Art                              |
|      | Le Repos                                  | Edgar Degas               | um 1893    | 48,9 × 64,8 cm, Pastell auf Karton                | North Carolina Museum of Art in Raleigh              |
|      | Tänzerinnen mit Fächer                    | Edgar Degas               | um 1898    | 62,3 × 69,8 cm, Pastell auf Papier                | Wadsworth Atheneum in Hartford                       |
|      | Tänzerinnen mit einem Stuhl               | Edgar Degas               | um 1895    | 61 × 48 cm, Öl auf Leinwand                       | Privatbesitz                                         |
|      | Weizenfeld mit Kornblumen                 | Vincent van Gogh          | 1890       | 60 × 81 cm, Öl auf Leinwand                       | Privatbesitz                                         |
|      | Segelschiffe und Möwen                    | Édouard Manet             | 1864–68    | 21 × 26 cm, Öl auf Leinwand                       | Privatbesitz                                         |
|      | Frauen beim Rennen                        | Édouard Manet             | 1865       | 41 × 31 cm, Öl auf Leinwand                       | Cincinnati Art Museum                                |
|      | Reiterbildnis des Herrn Arnaud            | Édouard Manet             | um 1875    | 218 × 136 cm, Öl auf Leinwand                     | Civica Galleria d’Arte Moderna in Mailand            |
|      | Junges sitzendes Mädchen                  | Édouard Manet             | um 1876    | 126 × 193 cm, Öl auf Leinwand                     | Privatbesitz                                         |
|      | George Moore im Garten des Künstlers      | Édouard Manet             | 1879       | 55 × 45 cm, Öl auf Leinwand                       | National Gallery of Art in Washington, D.C.          |
|      | Suzanne Manet im Garten von Bellevue      | Édouard Manet             | 1880       | 80,6 × 60,3 cm, Öl auf Leinwand                   | Metropolitan Museum of Art in New York               |
|      | Junges Mädchen im Garten von Bellevue     | Édouard Manet             | 1880       | 65 × 77 cm, Öl auf Leinwand                       | Privatbesitz                                         |
|      | Spargelbündel                             | Édouard Manet             | um 1880    | 44 × 54 cm, Öl auf Leinwand                       | Wallraf-Richartz-Museum in Köln                      |
|      | Melone                                    | Édouard Manet             | um 1880    | 46,7 × 56,5 cm, Öl auf Leinwand                   | National Gallery of Art in Washington, D.C.          |
|      | Birnenkorb                                | Édouard Manet             | 1880–82    | 31 × 35,5 cm, Öl auf Leinwand                     | Ashmolean Museum in Oxford                           |
|      | Rocheforts Flucht                         | Édouard Manet             | 1880/1881  | 146 × 116 cm, Öl auf Leinwand                     | Kunsthaus Zürich                                     |
|      | Gartenecke                                | Édouard Manet             | 1881       | 98 × 58 cm, Öl auf Leinwand                       | Privatbesitz                                         |
|      | Gartenecke                                | Édouard Manet             | 1881       | 23 × 31 cm, Öl auf Leinwand                       | Privatbesitz                                         |
|      | Kristallvase mit Rosen Tulpen und Flieder | Édouard Manet             | um 1881    | 54 × 34 cm, Öl auf Leinwand                       | Privatbesitz                                         |
|      | Päonien                                   | Édouard Manet             | 1882       | 55 × 42 cm, Öl auf Leinwand                       | Privatbesitz                                         |
|      | Drei Rüstungen und zwei Helme             | Adolph von Menzel         | 1866       | 41,1 × 31,7 cm, Gouache über Bleistift auf Papier | Kupferstichkabinett der Staatlichen Museen zu Berlin |
|      | Tagebau in Königshütte                    | Adolph von Menzel         | 1872       | 22,2 × 30,4 cm, Bleistiftstudie auf Papier        | Kupferstichkabinett der Staatlichen Museen zu Berlin |
|      | Klatschmohnfeld                           | Claude Monet              | 1875       | 60 × 81 cm, Öl auf Leinwand                       | Privatbesitz                                         |
|      | Manet malt im Garten Monets in Argenteuil | Claude Monet              | 1874       | Größe unbekannt, Öl auf Leinwand                  | Verbleib unbekannt                                   |
|      | Flussufer bei Pontoise                    | Camille Pissarro          | um 1872    | 43,5 × 65,5 cm, Öl auf Leinwand                   | Kunstmuseum St. Gallen                               |
|      | Blumen im Gewächshaus                     | Pierre-Auguste Renoir     | 1864       | 130 × 98,4 cm, Öl auf Leinwand                    | Hamburger Kunsthalle                                 |
|      | Der Jockey                                | Henri de Toulouse-Lautrec | um 1889    | 51 × 36 cm, Farblithographie                      | Verbleib unbekannt                                   |
|      | Porträt Martha Liebermann                 | Anders Zorn               | 1896       | 72,3 × 61,2 cm, Öl auf Leinwand                   | Zornmuseet in Mora                                   |
|      | Porträt Max Liebermann                    | Anders Zorn               | 1891/1896  | 72,7 × 59,9 cm, Öl auf Leinwand                   | Zornmuseet                                           |